# Arbutus
Arbutus statisztikai település az USA Maryland államában, Baltimore megyében. Lakosainak száma 21 655 fő (2020. április 1.).

## Népesség
A település népességének változása:
| Lakosok száma | 22 402 | 20 483 | 21 655 |
|               | 1960   | 2010   | 2020   |